# Севастопольська Центральна міська бібліотека ім. Л. М. Толстого

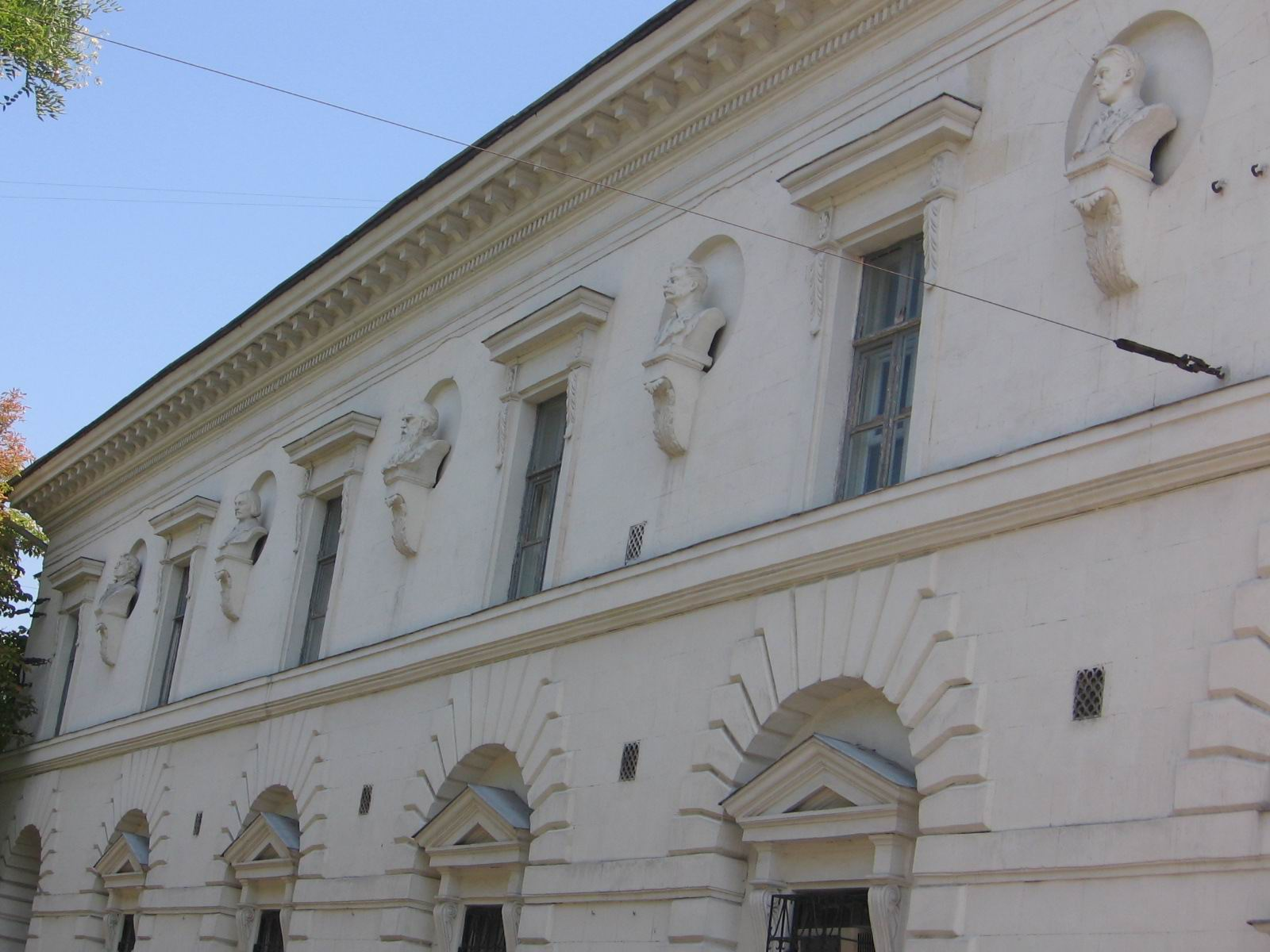
Погруддя письменників Олександра Пушкіна, Миколи Гоголя, Льва Толстого, Максима Горького, Володимира Маяковського на фасаді бібліотеки

Севастопольська Центральна міська бібліотека ім. Л. М. Толстого — найбільша бібліотека Севастополя. Заснована 1901 року, одна з найстаріших бібліотек південного регіону України.

## Історія
Бібліотека була відкрита в січні 1901 року, як громадська бібліотека. Основою фондів бібліотеки стали книги, подаровані приватними особами. Спершу бібліотека була платною, проте плата 1 рубль на рік була дуже помірною. Перша будівля бібліотеки знаходилося на площі Таврійський (кут Великої Морської), тут зараз розташований кінотеатр «Перемога».
Під час Громадянської війни фонд бібліотеки зазнав цілковитого знищення. Повторне відкриття бібліотеки відбулося 22 листопада 1920 року.
До Другої світової війни книжковий фонд бібліотеки становив 21 020 книг, а бібліотека обслуговувала 3000 постійних читачів.
Під час війни інфраструктура Севастополя була майже повністю знищена. Будівля бібліотеки згоріла, а книжковий фонд вже вдруге повністю загинув.
Проте вже 1944 року Центральна міська бібліотека запрацювала знову, тимчасово розташувавшись в підвалі Музею Чорноморського Флоту. Основу фонду було утворено з книги, подарованих різними бібліотеками та установами інших міст.
1953 року відбулося відкриття нової будівлі бібліотеки за проектом архітектора М. Ушакової, за адресою вул. Леніна, 51. Приміщення бібліотеки є пам'яткою архітектури місцевого значення. У цьому ж році бібліотеці присвоєно ім'я Льва Миколайовича Толстого, біографія якого була пов'язана з Севастополем.
1959 року бібліотека перейшла на роботу з відкритим доступом. Читачам було надано можливість самостійно вибирати необхідну літературу. 1971 року, вперше в Україні, в рамках Республіканського експерименту з централізації, на базі Центральної міської бібліотеки проведена централізація 22 міських бібліотек для дорослих. 1976 року централізовано ще 19 бібліотек сільської та приміської зони.
З 1995 року розпочато комп'ютеризацію бібліотеки, ведеться електронний каталог (понад 80 тисяч записів), тематичні бази даних, автоматизований облік читачів.
Останнім часом в бібліотеці було обладнано робочі місця для читачів з безкоштовним доступом до Інтернету, до тематичних баз даних та електронного каталогу.

## Фонди
Фонди бібліотеки мають універсальний характер та становлять близько 300 тисяч примірників джерел інформації. Переважна більшість літератури — російською та українською мовами. Окрім того є видання англійською, німецькою, чеською, польською, татарською та іншими мовами. В останні роки бібліотека отримала в дар книжки від різних організацій, а саме:
- Британська Рада в Україні — подарована «Бібліотека тисячоліття», 250 томів світової літератури англійською мовою;
- Державна публічна науково-технічна бібліотека Росії — 437 примірників книг в рамках спільного проекту зі створення центру російської наукової та універсальної книги;
- Фонд Олександра Невського — більше 70 видань, присвячених російській історії;
- Комітет з культури уряду Санкт-Петербурга в рамках спільного літературного проекту «Білі ночі в Севастополі» — 120 унікальних видань (43 найменування) із серії «Санкт-Петербургу — 300 років» та ін.

Бібліотека має рідкісні видань творів Льва Толстого, В. Жуковського, Жана Мольєра, Вільяма Шекспіра та ін., репринтні видання (наприклад, «Євангеліє Остромирове 1056—1057 р»), книги, видані в кінці ХІХ — початку ХХ століть (наприклад, Гнєдич П. П. «Історія мистецтв» 1897 р.; Ратцель «Народознавство» в 2-х томах 1903 р.; І. С. Ежов, Е. І. Шамурін «Російська поезія ХХ століття» 1925 р. тощо.).
Бібліотека щорічно отримує близько 130 назв газет та понад 400 найменувань журналів.